# Sexta Avenida Suroeste
La 6.ª Avenida Suroeste (Sexta Avenida Suroeste) es una de las principales vías de orientación norte-sur en el cuadrante suroeste de la ciudad de Managua, Nicaragua. Esta vía conecta importantes barrios residenciales con ejes viales primarios, como la Pista Gaza y la Pista Suburbana.

## Trazado
La avenida inicia en el norte en la intersección con la Pista Gaza, continuando hacia el sur cruzando áreas residenciales como Recreo Norte, San Sebastián y Domitila Lugo. Atraviesa también la Pista Juan Pablo II en las inmediaciones del paso a desnivel de la Rotonda Cristo Rey y culmina en la Pista Suburbana.

## Intersecciones principales
- Pista Gaza – Entrada desde la Dupla Norte
- Calle Colón (Managua) – Cerca de comercio local y rutas urbanas
- 10.ª Calle Suroeste – Vía transversal residencial
- Pista Juan Pablo II – Intersección clave con acceso al paso a desnivel Cristo Rey
- Rotonda Cristo Rey – Punto de referencia vial y conexión con vías este-oeste
- Pista Suburbana – Salida sur hacia el oriente de Managua

## Barrios que atraviesa
•	Recreo Norte
	•	San Sebastián
	•	Domitila Lugo
	•	Altagracia

## Coordenadas
12°7′10″N 86°15′40″O / 12.11944, -86.26111